# Hypnum parvifolium
Hypnum parvifolium là một loài Rêu trong họ Hypnaceae. Loài này được (Taylor) Müll. Hal. mô tả khoa học đầu tiên năm 1851.